# Prosopis glandulosa
Prosopis glandulosa, comumente conhecida como algaroba doce, é uma espécie de arbusto espinhoso de pequeno a médio porte ou árvore da família das leguminosas (Fabaceae).

## Distribuição
A planta é principalmente nativa do sudoeste dos Estados Unidos e norte do México. Seu alcance se estende do Texas e até o Kansas e Oklahoma e  da Louisiana até o sul da Califórnia.

## Descrição

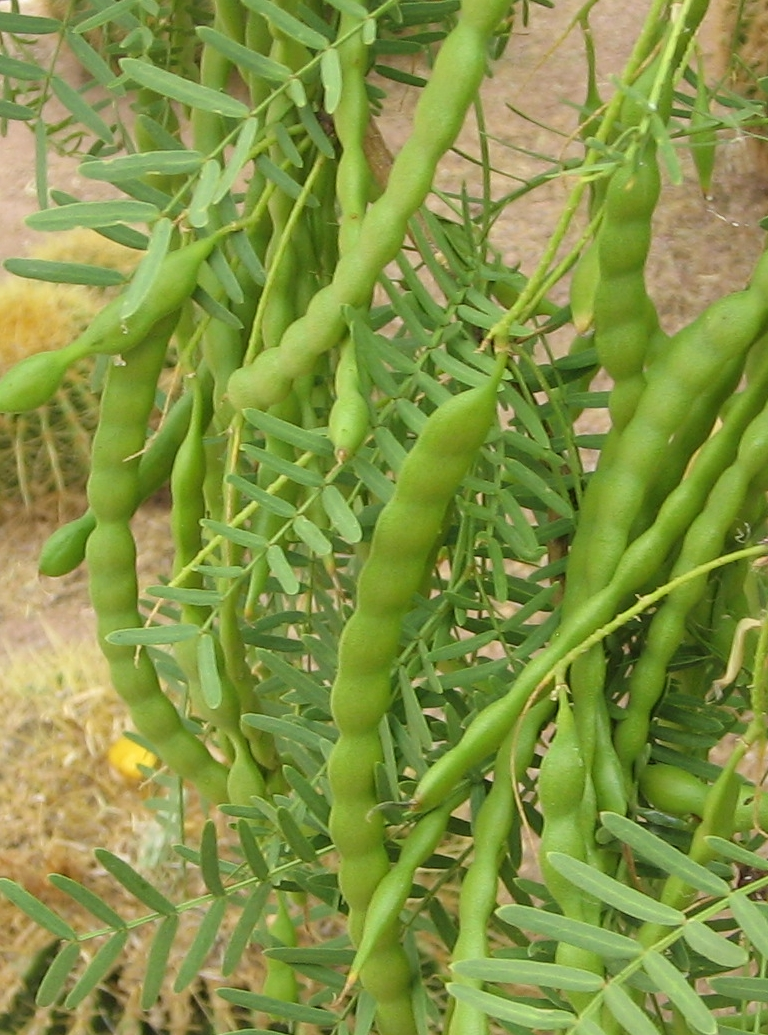
Vagens de algaroba doce

A Prosopis glandulosa tem galhos arredondados grandes e flexíveis, caídos com folhagem emplumada e espinhos retos e emparelhados em galhos. Esta árvore normalmente atinge de 6 a 9 metros, mas pode crescer até 15 metros. Considera-se que tem uma taxa de crescimento média.
Floresce de março a novembro, com espinhos pálidos, amarelos e alongados e tem vagens retas e amarelas. As sementes são comidas por uma variedade de animais, como codornas escaladas. Outros animais, incluindo veados, queixadas, coiotes, cactos e lebres, se alimentam de vagens e vegetação.

### Variedades
- Prosopis glandulosa var. glandulosa (sin. Prosopis chilensis var. glandulosa (Torr. ) Standl., Prosopis juliflora var. glandulosa (Torr. ) Cockerell) [6]
- Prosopis glandulosa var. torreyana (LDBenson) MCJohnst. (sin. Prosopis juliflora var. torreyana LDBenson) [7]

### Espécie invasiva
A Prosopis glandulosa foi introduzida intencionalmente em pelo menos meia dúzia de países, incluindo Austrália, Botsuana, Namíbia e África do Sul. A IUCN a considera uma das 100 piores espécies invasoras do mundo fora de seu habitat nativo.
As sementes são disseminadas pelo gado que pasta nas vagens doces, e os arbustos podem invadir as pastagens, com os pecuaristas considerando as algarobas como ervas daninhas a serem erradicadas. Devido aos botões latentes no subsolo, a remoção permanente é difícil. Cortá-los apenas os cortará: uma árvore de tronco único que é cortada em breve será substituída por uma versão de vários troncos.

## Usos
Arbustos e árvores de Prosopis glandulosa fornecem abrigo e material de construção de ninhos para a vida selvagem e produzem vagens de sementes em abundância contendo sementes, sendo um alimento sazonal para diversas espécies de pássaros e pequenos mamíferos. A algaroba doce planta de mel que suporta espécies nativas de abelhas polinizadoras e outros insetos e abelhas cultivadas. É um hospedeiro larval para o capitão de cauda longa e borboletas azuis de Reakirt.
A farinha de algaroba é rica em proteínas, pobre em carboidratos e pode ser usada em receitas como um substituto sem glúten para a farinha de trigo.
Na Namíbia, embora seja uma espécie invasora, possui qualidades que a tornaram útil para os seres humanos, incluindo: crescer extremamente rapidamente lá, produzir sombra muito densa, produzir vagens de sementes em abundância e uma lenha prontamente disponível.

### Populações indígenas
Os povos indígenas da Califórnia e do sudoeste da América do Norte usavam partes da Prosopis glandulosa como planta medicinal, fonte de alimento, material de construção e ferramentas e combustível. Os Cahuilla comiam as flores e as vagens, que eram moídas em farinha para bolo. Os povos Pueblo do Novo México, no sudoeste dos Estados Unidos, usam as sementes para produzir farinha de algaroba para fazer o tradicional pão horno. Os espinhos da planta foram usados como agulhas de tatuagem, e as cinzas para tatuagens, pelos índios Cahuilla e Serrano do sul da Califórnia. Sua madeira densa e durável é valorizada para fazer ferramentas e pontas de flechas, e pelo sabor único que confere aos alimentos cozidos sobre ela. As raízes profundas, muitas vezes maiores que os troncos, são desenterradas para lenha.
Esta espécie de algaroba, conhecida como haas (pronuncia-se [ʔaːs]) pelo povo Seri do noroeste do México, foi muito importante para usos alimentares e não alimentares. Os Seris tinham nomes específicos para vários estágios do crescimento da vagem de algaroba doce. Historicamente, era uma planta de alimentos silvestres muito importante porque frutifica mesmo durante os anos de seca.